# 공동체IT사회적협동조합
공동체IT사회적협동조합(共同體IT社會的協同組合, Community IT Social Cooperative)은 사회문제 해결을 위한 기술공동체를 만들기 위해 2017년 6월 12일에 설립한 사회적협동조합이다. 2017년 5월 12일에 대한민국 미래창조과학부(현 과학기술정보통신부)의 설립인가를 받았다.
취약계층의 교육과 상담, H/W 정비와 보급, 소프트웨어 제작, 비영리조직 회계 지원, 데이터 관리, 보안 등 IT인의 교육과 활동을 지원하고, 공익 IT프로젝트를 공동으로 수행한다.

## 주요 연혁
- 2016년 5월 27일 시민단체 IT소비자협동조합 발기인대회
- 2016년 11월 1일 공동체IT사회적협동조합 창립총회[1]
  - 초대 이사장 이광우 취임
- 2017년 5월 12일 미래창조과학부 사회적협동조합 설립인가 취득
- 2017년 6월 12일 법인 설립
- 2017년 9월 30일 지정기부금단체 지정
- 2018년 3월 29일 2대 이사장 홍영택 취임
- 2018년 12월 28일 고용노동부 사회적기업 인증
- 2019년 3월 20일 3대 이사장 김자유 취임
- 2019년 5월 디지털포용포럼 정보격차해소분과위원 참여
- 2021년 1월 과학기술인협동조합 등록
- 2021년 6월 22일 정보문화유공자 과학기술정보통신부장관 표창 수상
- 2021년 11월 8일 2021 과학기술인협동조합 온라인성과전 우수성장관 Social Coop 선정[2]

## 구성

### 조합원
2022년 기준 조합원 수는 107이며, 소비자조합원인 비영리 단체 및 개인 활동가는 59, 생산자조합원인 공익IT활동가와 기업은 44, 노동자조합원은 3이다.

## 같이 보기
- 과학기술학
- 과학기술정보통신부
- 시민 기술
- 디지털 권리
- 정보 격차
- 적정 기술
- 전자 민주주의
- 사회적경제기업